# Santa Fara
Fara, al secolo Burgondofara o Borgundofara (Poincy, 595 – Faremoutiers, 7 dicembre 675), fu fondatrice e prima badessa dell'Abbazia di Faremoutiers. È venerata come santa dalla Chiesa cattolica.

## Biografia
Era figlia di Cagnerico, conte di Meaux e di Champigny in Borgogna, maestro di palazzo dei re merovingi Teodeberto II e Teodorico II, e di Leodegonda.
Nacque nel castello di Champigny, vicino al villaggio di Pipimisicum (oggi Poincy), fra le città di Champigny e Meaux.
Venne battezzata con il nome di Borgundofara (o Burgundofara) dal santo irlandese Colombano, allora abate di Luxeuil, rifugiatosi presso i suoi genitori dopo aver lasciato temporaneamente l'abbazia, colpito dalle ire della regina merovingia Brunechilde.
I genitori di Borgundofara promisero all'abate irlandese che la loro prima figlia sarebbe stata votata a Dio e che avrebbe preso i voti monastici. Infatti Colombano, dopo la nascita di Fara, benedisse lui stesso la bambina promettendo che Dio l'avrebbe preservata da ogni male per il voto fatto.
Essa ebbe due fratelli che divennero anche loro santi: Cagnoaldo, che divenne monaco a Luxeuil, fu poi priore con la sorella a Faremoutiers e divenne vescovo di Laon, e Farone, che prese anche lui i voti monastici e che in seguito divenne vescovo di Meaux. Ebbe anche una sorella, Agnetrude, ed un altro fratello di nome Agnulfo, cancelliere del re Dagoberto I.
Borgundofara un giorno si presentò da Colombano recando in mano spighe di grano raccolte di fresco e fuori stagione. L'abate irlandese, riconosciuto il prodigio, ne fu compiaciuto e le spiegò che il frumento rappresentava Gesù Cristo. La giovane rispose che desiderava servire Cristo, e riferì a Colombano che Gesù le si mostrava qualche volta di notte, talora sotto forma di fanciullo, talora sotto quella di un uomo pieno di maestà, ma lacerato da colpi di frusta, coronato di spine, inchiodato a una croce e accompagnato dalla Santa Madre; talvolta ancora risplendente di gloria e tutto circondato di luce. San Colombano colse in lei la fede profonda e le consigliò di prepararsi.
Divenuta adulta, il padre pensò di maritarla accordandosi come allora si faceva e dimenticando il voto fatto a Colombano. Il matrimonio avrebbe enormemente arricchito la famiglia sia economicamente che in prestigio.
Borgundofara d'improvviso si ammalò gravemente, perse del tutto la vista e rimase in stato catatonico, sinché la madre, addolorata, ricordò al marito la promessa fatta a Colombano e chiamò San Eustasio, succeduto come priore nella direzione dell'abbazia di Luxeuil dopo l'arresto del santo irlandese. Egli rivelò a Cagnerico che la figlia, lasciata libera di consacrarsi a Dio, sarebbe prontamente guarita. Il padre fu costretto a cedere, dietro le pressioni della madre e dello stesso Eustasio: miracolosamente Borgundofara si svegliò e riebbe la salute.
Ma nuovamente il padre cambiò idea: con il futuro matrimonio della figlia aveva stretto un accordo vantaggioso e non poteva mancare alla parola data; ma la madre, schieratasi dalla parte della figlia, disse che la promessa a Dio era superiore ad ogni altra promessa e che lei doveva essere libera di scegliere, ma Cagnerico non recedette dalla sua decisione.
Burgundofara prontamente lasciò la casa paterna e si rifugiò presso la locale chiesa di San Pietro insieme a una fedele amica, contando sulla protezione del parroco. Cagnerico, dopo aver saputo dalla madre dove si era rifugiata, irruppe in chiesa minacciandola di morte se avesse rifiutato di ritornare a casa, e ingiungendole di dimenticarsi dei voti; allora il parroco intervenne ricordando che quello era un luogo sacro a Dio e dove chiunque poteva trovarvi asilo e rifugio e che la violenza era bandita.
Il padre uscì dalla chiesa giurando che nessuno sarebbe potuto uscire od entrare senza il suo permesso e che avrebbe costretto la figlia a più miti consigli con la sete e la fame.
Eustasio, informato dell'accaduto, lasciò Luxeuil e si diresse alla chiesa di San Pietro intervenendo nella diatriba. Ammonì severamente Cagnerico, entrò in chiesa e impose il velo alla fanciulla, che da allora prese il nome di Fara. Ella poi si rifugiò a Luxeuil assieme ai fratelli Cagnoaldo e Farone.
Fara in seguito ricevette in eredità dal padre un terreno tra due fiumi ed attorno al 627 vi fondò l'abbazia di Evoriacum (oggi Faremoutiers), di cui divenne la prima badessa e resse per quarant'anni. Il cenobio era un monastero doppio, ossia vi erano presenti sia monaci che monache, e fu il primo del suo genere in Francia. Il fratello Cagnoaldo, monaco a Luxeuil, venne nominato priore del monastero maschile.
Ben presto attorno al monastero crebbe l'attuale cittadina di Faremoutiers che prese il nome in onore alla santa fondatrice.
Fara morì il 7 dicembre del 675 e il suo corpo venne sepolto presso l'altare dell'abbazia, alla presenza del fratello vescovo Farone. Le esequie furono solenni, e vi intervenne il vescovo di Parigi. Fu sepolta in una tomba di pietra, fatta preparare da lei stessa. Lasciò al monastero tutti i beni ereditati dal padre, tra i quali due mulini, uno sulla Marna e l'altro sull'Aube. Le successe come badessa Sestrude, figlia della regina dell'Anglia settentrionale.

## Culto
Alla distanza di quarant'anni dalla morte, Maiolo, abate del monastero di Santa Croce di Meaux, ne levò le reliquie da terra, operando la ricognizione del corpo alla presenza di molti fedeli e di vari vescovi. Le reliquie furono deposte in un ricco reliquiario ed esposte alla pubblica venerazione.
Fara divenne oggetto di culto e le furono attribuiti numerosi miracoli (fra i quali aver ridato la vista ad una monaca cieca).
Santa Fara è invocata specialmente contro i mali degli occhi.
Viene ricordata il 7 dicembre.
A Faremoutiers se ne celebrava la memoria il 7 dicembre, giorno della morte, data assegnata per la sua festa indicata anche dal Martirologio Romano.

### Patronati e chiese
- patrona di Faremoutiers, cittadina che crebbe attorno al suo monastero e che prese il nome in onore alla santa fondatrice
- patrona di Cinisi (PA), dove è presente la chiesa parrocchiale a lei dedicata
- Basilica Pontificia Santuario di Santa Fara a Bari